# Paphiopedilum urbanianum
Paphiopedilum urbanianum är en orkidéart som beskrevs av Jack Archie Fowlie. Paphiopedilum urbanianum ingår i släktet Paphiopedilum och familjen orkidéer. IUCN kategoriserar arten globalt som akut hotad. Inga underarter finns listade i Catalogue of Life.

## Bildgalleri

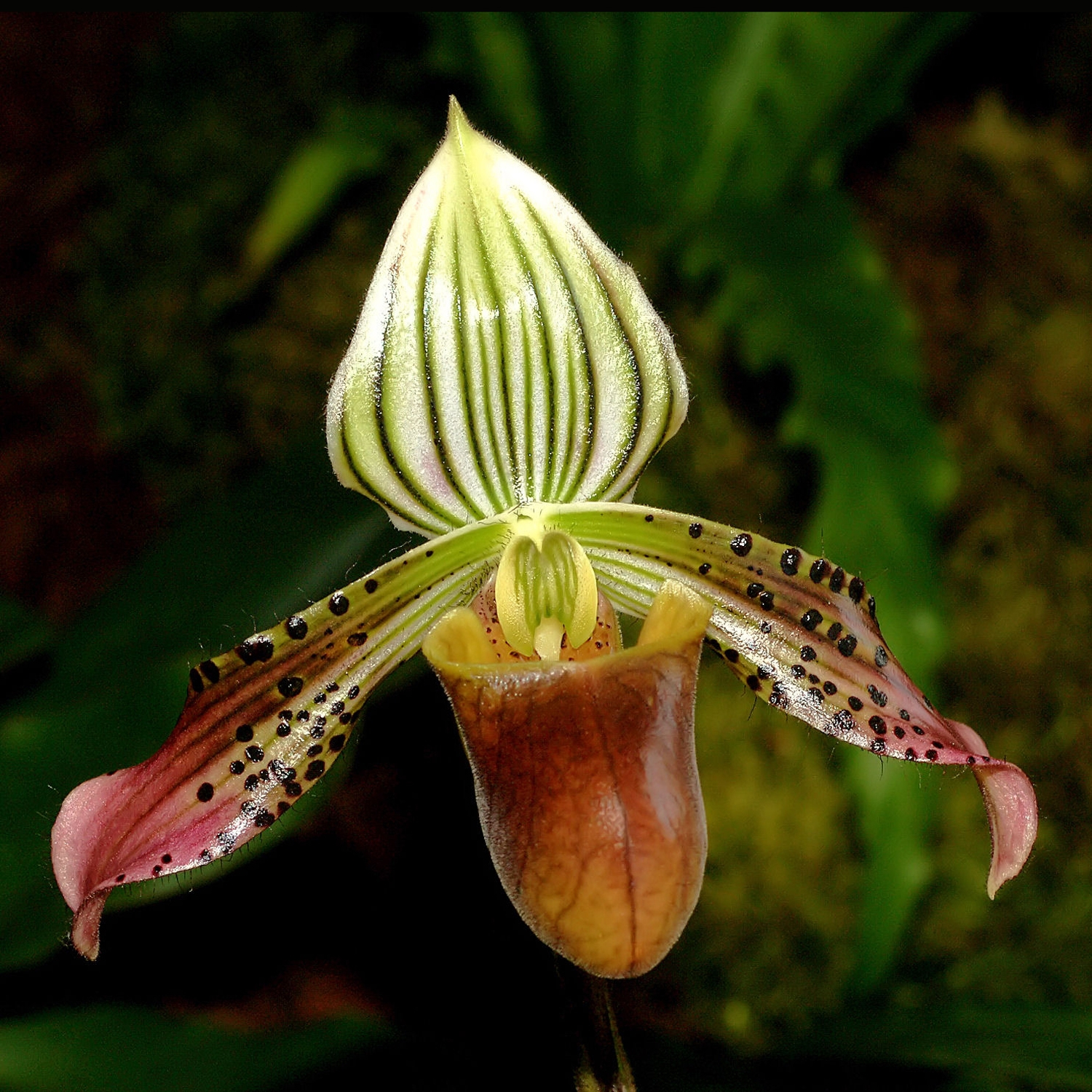